# Первые люди на Луне (роман)
«Первые люди на Луне» (англ. The First Men in the Moon) — научно-фантастический роман известного английского писателя Герберта Уэллса, опубликованный в 1901 году.
Роман повествует о путешествии к Луне, совершенном двумя землянами на космическом корабле, изготовленном из фантастического антигравитационного материала «кейворита». Оказалось, что на Луне существует цивилизация «селенитов» (так земляне назвали этих существ). В романе описаны приключения героев на Луне и возвращение одного из них на Землю.

## Сюжет
Господин Бедфорд — малоудачливый коммерсант, разорившийся на биржевых спекуляциях. Чтобы поправить своё финансовое положение, он идёт на необычный шаг - снимает домик в тихой сельской местности и решает написать пьесу. Однако сосед донимает его шумом. Вскоре они знакомятся и оказывается, что это чудаковатый учёный, доктор Кейвор, который занят разработкой нового материала, способного экранировать гравитацию. Материал позже получает название «кейворит» (англ. cavorite). При испытании герои обнаруживают, что воздух над экраном из кейворита начинает фонтаном уходить из земной атмосферы в космос. Кейворит используется героями для создания небольшого сферического космического корабля, на котором Бедфорд и Кейвор путешествуют с Земли на Луну.
На Луне герои вначале обнаруживают вокруг себя пустынный ландшафт. Как только восходит Солнце, атмосфера Луны, замороженная за ночь, начинает плавиться и испаряться. На поверхности Луны начинается быстрый рост странных растений, которые создают непроходимые джунгли. Бедфорд и Кейвор оставляют капсулу и сразу теряются в буйных зарослях, где сталкиваются с необычными существами. Растущий голод заставляет их попробовать пару образцов местной флоры, определяемой ими как «грибы». Вскоре после этого у героев наступает эйфория и начинаются галлюцинации.
Землян захватывают насекомоподобные люди Луны, далее называемые «селенитами» (по имени богини Луны). Последние образовали общество со сложным социумом и разделением труда. Селениты живут в подземельях («подлунных» пещерах), а для коммуникации используют радио.
Через некоторое время Бедфорду и Кейвору удаётся бежать. Они убивают нескольких селенитов (из числа своих похитителей) благодаря превосходству в силе. Герои поднимаются на поверхность Луны и разрабатывают план, как найти свой космический корабль. Им приходится разделиться. Бедфорд находит корабль и возвращается на Землю, в то время как раненый Кейвор снова оказывается взят селенитами в плен. Бедфорд прихватил с собой некоторое количество золота, которое свободно распространено на Луне.
Бедфорд сажает корабль в Англии. Однако он не может уследить за кораблём и какой-то любопытный подросток, не завинтив крышку корабля, забирается в него и улетает в Космос (где и его, и корабль очевидно ждёт печальная судьба). Тем временем Кейвор воспользовался периодом относительной свободы в Лунном обществе и даже смог дать селенитам уроки английского языка. Ему также удалось получить доступ к радиопередатчику, чтобы передать землянам (с использованием азбуки Морзе) историю своей жизни внутри Луны. Обратных сообщений с Земли Кейвор получить не надеялся, но несколько астрономов замечают его передачи и приглашают Бедфорда на помощь в редактировании полученных текстов. Бедфорд на Земле публикует в журнале Strand Magazine подробности истории их путешествия, заканчивая их пересказом сообщений, полученных от Кейвора по радио с Луны.
Кейвор с перерывами рассказывает всё, что случилось с ним после того, как его снова захватили. Однако некоторые части его истории переданы невнятно (вероятно, ему пытались помешать, создавая помехи для радиосвязи). Из этих сообщений Бедфорд узнаёт о встрече Кейвора с Великим Лунарием — правителем селенитов. Во время этой встречи (когда разговор доходит до человеческой истории) Кейвор, не особо задумываясь над смыслом своих слов, изображает человечество на Земле как сообщество хищных существ, наслаждающихся войной и чуждых моральных ценностей. В качестве примера он описывает сражение при Коленсо. В ответ на это Великий Лунарий решает прервать все контакты с Землёй. В последней короткой передаче Кейвор успевает сказать, что совершил некую ошибку, рассказав о чём-то Великому Лунарию. Передачи Кейвора обрываются на полуслове, когда он собирается открыть землянам секрет изготовления кейворита («Кейворит делается так: возьмите…»; «…лезно»). Бедфорд представляет, что в этот момент Кейвор рвется к передатчику, отчаянно отбиваясь от селенитов, которые тащат его прочь в темноту.

## История создания
Юлий Кагарлицкий предположил, что схема путешествия заимствована из упоминания Эдгаром По в примечании к рассказу «Необыкновенное приключение некоего Ганса Пфааля» сюжета книги, в которой герой нашёл неведомый металл, притяжение которого к Луне сильнее, чем к Земле, сделал из него ящик (корзину для воздушного шара) и улетел на Луну. 
Вскоре после публикации «Первых людей на Луне» ирландский писатель Роберт Кроми обвинил Уэллса в плагиате из его романа «Бросок в космос» (1890 г.), в котором описывалось антигравитационное устройство, подобное тому, которое содержится в «Истории космического корабля» Крисостома Трумана "Путешествие на Луну" (1864 г.). В обоих романах были некоторые общие элементы, например шаровидный космический корабль, тайно построенный после изобретения способа преодоления земной гравитации. Уэллс просто ответил: «Я никогда не слышал ни о мистере Кроми, ни о его книге, которую он пытается рекламировать, намекая на плагиат с моей стороны».
Жюль Верн публично враждебно относился к роману Уэллса, главным образом из-за того, что Уэллс отправил своих персонажей на Луну посредством полностью вымышленного создания антигравитационного материала, а не реального использования существующих в начале XX века технологий. 

## Научная достоверность
Яков Перельман указал, что кейворит, судя по описанию, был бы вариантом вечного двигателя: какое-либо тело поднималось бы над листом этого металла без приложения энергии и падало, если убрать лист, совершая работу, что противоречит закону сохранения энергии. То есть в таких случаях нужно преодолевать потенциальный барьер гравитации, и чтобы попасть в зону экранирования или закрыть описанные Уэллсом кейворитовые шторки в космическом корабле, приложить энергию в 6 х 109 Дж, которой хватит для путешествия на Луну менее экзотическими способами. 
В своей книге «Смотри в корень!» Пётр Маковецкий подверг критике явления и события из книги Уэллса. Прежде всего описание первого испытания кейворита: катастрофический атмосферный фонтан не случился бы. Уже на высоте сотни метров над листом кейворита его антигравитационное действие не имело бы силы, из-за того, что оно должно быть конусовидным, а не продолжаться в бесконечность.
Вряд ли также при помощи кейворита удалось бы построить сколько-нибудь эффективный космический корабль. Его подъёмная сила ненамного отличалась бы от обычного аэростата, и путешествие на Луну, учитывая также аэродинамическое сопротивление в атмосфере Земли, заняло бы намного больше времени, чем описано в книге.
Кроме того (но это отчасти естественно в силу эпохи), свойства поверхности Луны описаны нереалистично. То, как Уэллс описал поведение её атмосферы — вымерзает и выпадает на поверхность в холодное время года (если в случае Луны можно так выразиться) — в наше время предполагается для Плутона. Идея, что поверхность Луны днём очень горяча, а ночью очень холодна, в принципе соответствует действительности. Однако температура поверхности Луны не доходит ни до точки замерзания кислорода или азота (предположительно главных составляющих воздуха, более-менее похожего на земной), ни, тем более, до почти абсолютного нуля, как предполагал Кейвор. Также трудно себе представить, чтобы в атмосфере, в которой на глазах выпадает снег из твёрдого кислорода и/или азота и этот снег не растаивает немедленно (то есть, температура уже недалека от точки замерзания этих газов и уж точно далеко за пределами любых земных морозов), человек мог существовать или осмысленно действовать дольше очень непродолжительного времени (а именно это делает Бедфорд перед отлётом с Луны).

## Экранизации
Книга была экранизирована четыре раза:
- Путешествие на Луну, совместно с книгой Жюля Верна «С Земли на Луну» 1902.
- 1919 — Первые люди на Луне (фильм, 1919) (англ.), режиссёр Брюс Гордон
- 1964 — Первые люди на Луне, режиссёр Натан Юран
- 2010 — Первые люди на Луне, режиссёр Дэмон Томас

В романе Герберта Уэллса нет имён главных героев, только фамилии, в экранизациях же использовались такие имена:
- 1919 — Sampson Cavor, Rupert Bedford
- 1964 — Joseph Cavor, Arnold Bedford
- 1997 — William Cavor, Jeremiah Bedford
- 2010 — Arthur Cavor, Julius Bedford